# Grand Prix cycliste de Québec 2022
Le Grand Prix cycliste de Québec 2022 est la 11e édition de cette course cycliste masculine sur route. La course a lieu le 9 septembre 2022 autour de la ville de Québec, au Canada, et fait partie du calendrier UCI World Tour 2022 en catégorie 1.UWT. Les éditions 2020 et 2021 avaient été annulées à cause de la pandémie de Covid-19. Il se court deux jours avant le Grand Prix cycliste de Montréal.

## Présentation

### Parcours
Le parcours est un circuit vallonné de 12,6 kilomètres à parcourir à seize reprises soit une distance totale de 201,6 kilomètres.

### Équipes
Le Grand Prix cycliste de Québec faisant partie du calendrier de l'UCI World Tour, les dix-huit « World Teams » y participent. ? équipes continentales professionnelles et une sélection nationale ont reçu une invitation.
| WorldTeams (18)- AG2R Citroën Team - Astana Qazaqstan Team - Bahrain Victorious - BikeExchange-Jayco - Bora-Hansgrohe - Cofidis - Team DSM - EF Education-EasyPost - Groupama-FDJ - Ineos Grenadiers - Intermarché-Wanty-Gobert Matériaux - Israel-Premier Tech - Jumbo-Visma - Lotto-Soudal - Movistar Team - Quick-Step Alpha Vinyl - Trek-Segafredo - UAE Team Emirates ProTeams (2)- Arkéa-Samsic - TotalEnergies Équipe nationale- Canada |
| |

## Classements

### Classement de la course
| \| Classement général \| Classement général \| Classement général \| Classement général \| Classement général \| \| Coureur \| Coureur \| Pays \| Équipe \| Temps \| \| ------------------ \| ------------------- \| ------------------ \| ---------------------------------- \| ------------------ \| \| 1er \| Benoît Cosnefroy \| France \| AG2R Citroën Team \| 4 h 46 min 56 s \| \| 2e \| Michael Matthews \| Australie \| BikeExchange-Jayco \| + 4 s \| \| 3e \| Biniam Girmay \| Érythrée \| Intermarché-Wanty-Gobert Matériaux \| + 4 s \| \| 4e \| Wout van Aert \| Belgique \| Jumbo-Visma \| + 4 s \| \| 5e \| Iván García Cortina \| Espagne \| Movistar Team \| + 4 s \| \| 6e \| Mikkel Honoré \| Danemark \| Quick-Step Alpha Vinyl \| + 4 s \| \| 7e \| Adam Yates \| Royaume-Uni \| Ineos Grenadiers \| + 4 s \| \| 8e \| Alberto Bettiol \| Italie \| EF Education-EasyPost \| + 4 s \| \| 9e \| Diego Ulissi \| Italie \| UAE Team Emirates \| + 4 s \| \| 10e \| Warren Barguil \| France \| Arkéa-Samsic \| + 4 s \| \| 11e \| Matîs Louvel \| France \| Arkéa-Samsic \| + 4 s \| \| 12e \| Pello Bilbao \| Espagne \| Bahrain Victorious \| + 4 s \| \| 13e \| Greg Van Avermaet \| Belgique \| AG2R Citroën Team \| + 4 s \| \| 14e \| Toms Skujiņš \| Lettonie \| Trek-Segafredo \| + 4 s \| \| 15e \| Alexander Kamp \| Danemark \| Trek-Segafredo \| + 4 s \| \| 16e \| Jan Tratnik \| Slovénie \| Bahrain Victorious \| + 4 s \| \| 17e \| Ruben Guerreiro \| Portugal \| EF Education-EasyPost \| + 4 s \| \| 18e \| Sylvain Moniquet \| Belgique \| Lotto-Soudal \| + 4 s \| \| 19e \| Mauro Schmid \| Suisse \| Quick-Step Alpha Vinyl \| + 4 s \| \| 20e \| Romain Bardet \| France \| Team DSM \| + 4 s \| |                     |             |                                    |                 |
| |                     |             |                                    |                 |
| Source : ProCyclingStats |                     |             |                                    |                 |
| Classement général |                     |             |                                    |                 |
| Coureur | Coureur             | Pays        | Équipe                             | Temps           |
| 1er | Benoît Cosnefroy    | France      | AG2R Citroën Team                  | 4 h 46 min 56 s |
| 2e | Michael Matthews    | Australie   | BikeExchange-Jayco                 | + 4 s           |
| 3e | Biniam Girmay       | Érythrée    | Intermarché-Wanty-Gobert Matériaux | + 4 s           |
| 4e | Wout van Aert       | Belgique    | Jumbo-Visma                        | + 4 s           |
| 5e | Iván García Cortina | Espagne     | Movistar Team                      | + 4 s           |
| 6e | Mikkel Honoré       | Danemark    | Quick-Step Alpha Vinyl             | + 4 s           |
| 7e | Adam Yates          | Royaume-Uni | Ineos Grenadiers                   | + 4 s           |
| 8e | Alberto Bettiol     | Italie      | EF Education-EasyPost              | + 4 s           |
| 9e | Diego Ulissi        | Italie      | UAE Team Emirates                  | + 4 s           |
| 10e | Warren Barguil      | France      | Arkéa-Samsic                       | + 4 s           |
| 11e | Matîs Louvel        | France      | Arkéa-Samsic                       | + 4 s           |
| 12e | Pello Bilbao        | Espagne     | Bahrain Victorious                 | + 4 s           |
| 13e | Greg Van Avermaet   | Belgique    | AG2R Citroën Team                  | + 4 s           |
| 14e | Toms Skujiņš        | Lettonie    | Trek-Segafredo                     | + 4 s           |
| 15e | Alexander Kamp      | Danemark    | Trek-Segafredo                     | + 4 s           |
| 16e | Jan Tratnik         | Slovénie    | Bahrain Victorious                 | + 4 s           |
| 17e | Ruben Guerreiro     | Portugal    | EF Education-EasyPost              | + 4 s           |
| 18e | Sylvain Moniquet    | Belgique    | Lotto-Soudal                       | + 4 s           |
| 19e | Mauro Schmid        | Suisse      | Quick-Step Alpha Vinyl             | + 4 s           |
| 20e | Romain Bardet       | France      | Team DSM                           | + 4 s           |

- Meilleur grimpeur: Benoît Cosnefroy
- Meilleur canadien: Guillaume Boivin

### Classements UCI
La course attribue des points au Classement mondial UCI 2022 selon le barème suivant :
| Position           | 1er | 2e  | 3e  | 4e  | 5e  | 6e  | 7e  | 8e  | 9e  | 10e | 11e | 12e | 13e | 14e | 15e | 16e à 20e | 21e à 30e | 31e à 50e | 51e à 55e | 56e à 60e |
| Classement général | 500 | 400 | 325 | 275 | 225 | 175 | 150 | 125 | 100 | 85  | 70  | 60  | 50  | 40  | 35  | 30        | 20        | 10        | 5         | 3         |

## Liste des participants
| BikeExchange-Jayco BEX | BikeExchange-Jayco BEX | BikeExchange-Jayco BEX |
| ---------------------- | ---------------------- | ---------------------- |
| Num                    | Coureur                | Pos                    |
| 1                      | Michael Matthews (AUS) | 2e                     |
| 2                      | Alexandre Balmer (SUI) | 35e                    |
| 3                      | Kevin Colleoni (ITA)   | AB                     |
| 4                      | Damien Howson (AUS)    | AB                     |
| 5                      | Tanel Kangert (EST)    | 94e                    |
| 6                      | Jan Maas (NED)         | 60e                    |
| 7                      | Nick Schultz (AUS)     | 52e                    |

| Jumbo-Visma TJV | Jumbo-Visma TJV                | Jumbo-Visma TJV |
| --------------- | ------------------------------ | --------------- |
| Num             | Coureur                        | Pos             |
| 11              | Wout van Aert (BEL)            | 4e              |
| 12              | Pascal Eenkhoorn (NED) (route) | 109e            |
| 13              | Tobias Foss (NOR)              | 113e            |
| 14              | Christophe Laporte (FRA)       | 39e             |
| 15              | Timo Roosen (NED)              | 97e             |
| 16              | Tosh Van der Sande (BEL)       | 57e             |
| 17              | Nathan Van Hooydonck (BEL)     | 78e             |

| Ineos Grenadiers IGD | Ineos Grenadiers IGD  | Ineos Grenadiers IGD |
| -------------------- | --------------------- | -------------------- |
| Num                  | Coureur               | Pos                  |
| 21                   | Geraint Thomas (GBR)  | 101e                 |
| 22                   | Eddie Dunbar (IRL)    | AB                   |
| 23                   | Daniel Martínez (COL) | 65e                  |
| 24                   | Kim Heiduk (GER)      | AB                   |
| 25                   | Luke Rowe (GBR)       | AB                   |
| 26                   | Ben Swift (GBR)       | 119e                 |
| 27                   | Adam Yates (GBR)      | 7e                   |

| UAE Team Emirates UAD | UAE Team Emirates UAD | UAE Team Emirates UAD |
| --------------------- | --------------------- | --------------------- |
| Num                   | Coureur               | Pos                   |
| 31                    | Tadej Pogačar (SLO)   | 24e                   |
| 32                    | George Bennett (NZL)  | 105e                  |
| 33                    | Rui Costa (POR)       | 102e                  |
| 34                    | Alessandro Covi (ITA) | 70e                   |
| 35                    | Davide Formolo (ITA)  | 82e                   |
| 36                    | Ryan Gibbons (RSA)    | 56e                   |
| 37                    | Diego Ulissi (ITA)    | 9e                    |

| Bora-Hansgrohe BOH | Bora-Hansgrohe BOH     | Bora-Hansgrohe BOH |
| ------------------ | ---------------------- | ------------------ |
| Num                | Coureur                | Pos                |
| 41                 | Patrick Konrad (AUT)   | 40e                |
| 42                 | Giovanni Aleotti (ITA) | 32e                |
| 43                 | Cesare Benedetti (POL) | 81e                |
| 44                 | Patrick Gamper (AUT)   | 112e               |
| 45                 | Ide Schelling (NED)    | 80e                |
| 46                 | Frederik Wandahl (DEN) | 51e                |
| 47                 | Ben Zwiehoff (GER)     | 93e                |

| Intermarché-Wanty-Gobert Matériaux IWG | Intermarché-Wanty-Gobert Matériaux IWG | Intermarché-Wanty-Gobert Matériaux IWG |
| -------------------------------------- | -------------------------------------- | -------------------------------------- |
| Num                                    | Coureur                                | Pos                                    |
| 51                                     | Biniam Girmay (ERI)                    | 3e                                     |
| 52                                     | Sven Erik Bystrøm (NOR)                | 28e                                    |
| 53                                     | Théo Delacroix (FRA)                   | 86e                                    |
| 54                                     | Andrea Pasqualon (ITA)                 | 74e                                    |
| 55                                     | Baptiste Planckaert (BEL)              | AB                                     |
| 56                                     | Loïc Vliegen (BEL)                     | 41e                                    |
| 57                                     | Georg Zimmermann (GER)                 | AB                                     |

| Bahrain Victorious TBV | Bahrain Victorious TBV    | Bahrain Victorious TBV |
| ---------------------- | ------------------------- | ---------------------- |
| Num                    | Coureur                   | Pos                    |
| 61                     | Matej Mohorič (SLO)       | 54e                    |
| 62                     | Pello Bilbao (ESP)        | 12e                    |
| 63                     | Damiano Caruso (ITA)      | 96e                    |
| 64                     | Hermann Pernsteiner (AUT) | 61e                    |
| 65                     | Jonathan Milan (ITA)      | AB                     |
| 66                     | Jan Tratnik (SLO)         | 16e                    |
| 67                     | Matevž Govekar (SLO)      | AB                     |

| Quick-Step Alpha Vinyl QST | Quick-Step Alpha Vinyl QST | Quick-Step Alpha Vinyl QST |
| -------------------------- | -------------------------- | -------------------------- |
| Num                        | Coureur                    | Pos                        |
| 71                         | Andrea Bagioli (ITA)       | 22e                        |
| 72                         | Josef Černý (CZE)          | 108e                       |
| 73                         | Mikkel Honoré (DEN)        | 6e                         |
| 74                         | James Knox (GBR)           | 66e                        |
| 75                         | Mauro Schmid (SUI)         | 19e                        |
| 76                         | Stan Van Tricht (BEL)      | 47e                        |
| 77                         | Mauri Vansevenant (BEL)    | 53e                        |

| Groupama-FDJ GFC | Groupama-FDJ GFC         | Groupama-FDJ GFC |
| ---------------- | ------------------------ | ---------------- |
| Num              | Coureur                  | Pos              |
| 81               | Antoine Duchesne (CAN)   | 67e              |
| 82               | David Gaudu (FRA)        | 42e              |
| 83               | Matthieu Ladagnous (FRA) | 83e              |
| 84               | Lewis Askey (GBR)        | 44e              |
| 85               | Anthony Roux (FRA)       | 88e              |
| 86               | Michael Storer (AUS)     | 71e              |
| 87               | Attila Valter (HUN)      | 27e              |

| Cofidis COF | Cofidis COF              | Cofidis COF |
| ----------- | ------------------------ | ----------- |
| Num         | Coureur                  | Pos         |
| 91          | Guillaume Martin (FRA)   | 21e         |
| 92          | Ion Izagirre (ESP)       | AB          |
| 93          | Alexandre Delettre (FRA) | 48e         |
| 94          | Eddy Finé (FRA)          | 69e         |
| 95          | Wesley Kreder (NED)      | AB          |
| 96          | André Carvalho (POR)     | 110e        |
| 97          | Hugo Toumire (FRA)       | 99e         |

| Lotto-Soudal LTS | Lotto-Soudal LTS         | Lotto-Soudal LTS |
| ---------------- | ------------------------ | ---------------- |
| Num              | Coureur                  | Pos              |
| 101              | Sébastien Grignard (BEL) | 107e             |
| 102              | Carlos Barbero (ESP)     | 38e              |
| 103              | Matthew Holmes (GBR)     | AB               |
| 104              | Viktor Verschaeve (BEL)  | 89e              |
| 105              | Sylvain Moniquet (BEL)   | 18e              |
| 106              | Harm Vanhoucke (BEL)     | 43e              |
| 107              | Florian Vermeersch (BEL) | 34e              |

| AG2R Citroën Team ACT | AG2R Citroën Team ACT        | AG2R Citroën Team ACT |
| --------------------- | ---------------------------- | --------------------- |
| Num                   | Coureur                      | Pos                   |
| 111                   | Greg Van Avermaet (BEL)      | 13e                   |
| 112                   | Mikaël Cherel (FRA)          | 104e                  |
| 113                   | Benoît Cosnefroy (FRA)       | 1er                   |
| 114                   | Stan Dewulf (BEL)            | 58e                   |
| 115                   | Aurélien Paret-Peintre (FRA) | 63e                   |
| 116                   | Michael Schär (SUI)          | 106e                  |
| 117                   | Clément Venturini (FRA)      | 64e                   |

| Trek-Segafredo TFS | Trek-Segafredo TFS   | Trek-Segafredo TFS |
| ------------------ | -------------------- | ------------------ |
| Num                | Coureur              | Pos                |
| 121                | Jasper Stuyven (BEL) | 76e                |
| 122                | Tony Gallopin (FRA)  | AB                 |
| 123                | Alexander Kamp (DEN) | 15e                |
| 124                | Jacopo Mosca (ITA)   | AB                 |
| 125                | Quinn Simmons (USA)  | 77e                |
| 126                | Toms Skujiņš (LAT)   | 14e                |
| 127                | Otto Vergaerde (BEL) | AB                 |

| Movistar Team MOV | Movistar Team MOV         | Movistar Team MOV |
| ----------------- | ------------------------- | ----------------- |
| Num               | Coureur                   | Pos               |
| 131               | Alex Aranburu (ESP)       | 55e               |
| 132               | Jorge Arcas (ESP)         | 73e               |
| 133               | Iván García Cortina (ESP) | 5e                |
| 134               | Juri Hollmann (GER)       | 90e               |
| 135               | Gorka Izagirre (ESP)      | 75e               |
| 136               | William Barta (USA)       | 118e              |
| 137               | Oier Lazkano (ESP)        | AB                |

| Israel-Premier Tech IPT | Israel-Premier Tech IPT | Israel-Premier Tech IPT |
| ----------------------- | ----------------------- | ----------------------- |
| Num                     | Coureur                 | Pos                     |
| 141                     | Hugo Houle (CAN)        | AB                      |
| 142                     | Guillaume Boivin (CAN)  | 45e                     |
| 143                     | Simon Clarke (AUS)      | 79e                     |
| 144                     | Jakob Fuglsang (DEN)    | 50e                     |
| 145                     | Krists Neilands (LAT)   | 103e                    |
| 146                     | Giacomo Nizzolo (ITA)   | 25e                     |
| 147                     | Sep Vanmarcke (BEL)     | 30e                     |

| Team DSM DSM | Team DSM DSM               | Team DSM DSM |
| ------------ | -------------------------- | ------------ |
| Num          | Coureur                    | Pos          |
| 151          | Romain Bardet (FRA)        | 20e          |
| 152          | Søren Kragh Andersen (DEN) | AB           |
| 153          | Romain Combaud (FRA)       | 72e          |
| 154          | Nils Eekhoff (NED)         | AB           |
| 155          | Andreas Leknessund (NOR)   | 62e          |
| 156          | Martijn Tusveld (NED)      | 95e          |
| 157          | Pavel Bittner (CZE)        | 87e          |

| EF Education-EasyPost EFE | EF Education-EasyPost EFE | EF Education-EasyPost EFE |
| ------------------------- | ------------------------- | ------------------------- |
| Num                       | Coureur                   | Pos                       |
| 161                       | Magnus Cort Nielsen (DEN) | 91e                       |
| 162                       | Alberto Bettiol (ITA)     | 8e                        |
| 163                       | Simon Carr (GBR)          | 115e                      |
| 164                       | Ruben Guerreiro (POR)     | 17e                       |
| 165                       | Andrea Piccolo (ITA)      | 33e                       |
| 166                       | Neilson Powless (USA)     | 23e                       |
| 167                       | Jens Keukeleire (BEL)     | 84e                       |

| Astana Qazaqstan Team AST | Astana Qazaqstan Team AST | Astana Qazaqstan Team AST |
| ------------------------- | ------------------------- | ------------------------- |
| Num                       | Coureur                   | Pos                       |
| 171                       | Joe Dombrowski (USA)      | 100e                      |
| 172                       | Manuele Boaro (ITA)       | AB                        |
| 173                       | Fabio Felline (ITA)       | 98e                       |
| 174                       | Antonio Nibali (ITA)      | 85e                       |
| 175                       | Christian Scaroni (ITA)   | 68e                       |
| 176                       | Simone Velasco (ITA)      | 29e                       |
| 177                       | Andrey Zeits (KAZ)        | 31e                       |

| Arkéa-Samsic ARK | Arkéa-Samsic ARK        | Arkéa-Samsic ARK |
| ---------------- | ----------------------- | ---------------- |
| Num              | Coureur                 | Pos              |
| 181              | Warren Barguil (FRA)    | 10e              |
| 182              | Winner Anacona (COL)    | 92e              |
| 183              | Benjamin Declercq (BEL) | 117e             |
| 184              | Matîs Louvel (FRA)      | 11e              |
| 185              | Laurent Pichon (FRA)    | 37e              |
| 186              | Alan Riou (FRA)         | 114e             |
| 187              | Louis Barré (FRA)       | 49e              |

| TotalEnergies TEN | TotalEnergies TEN         | TotalEnergies TEN |
| ----------------- | ------------------------- | ----------------- |
| Num               | Coureur                   | Pos               |
| 191               | Peter Sagan (SVK) (route) | AB                |
| 192               | Maciej Bodnar (POL)       | AB                |
| 193               | Fabien Doubey (FRA)       | 59e               |
| 194               | Pierre Latour (FRA)       | 26e               |
| 195               | Daniel Oss (ITA)          | 46e               |
| 196               | Paul Ourselin (FRA)       | 116e              |
| 197               | Anthony Turgis (FRA)      | 36e               |

| Canada CAN | Canada CAN          | Canada CAN |
| ---------- | ------------------- | ---------- |
| Num        | Coureur             | Pos        |
| 201        | Pier-André Côté     | 111e       |
| 202        | Nicolas Côté        | AB         |
| 203        | Thomas Schellenberg | AB         |
| 204        | Matteo Dal-Cin      | AB         |
| 205        | Carson Miles        | AB         |
| 206        | Quentin Cowan       | AB         |
| 207        | Nicolas Rivard      | AB         |

| BikeExchange-Jayco BEX | BikeExchange-Jayco BEX | BikeExchange-Jayco BEX |
| ---------------------- | ---------------------- | ---------------------- |
| Num                    | Coureur                | Pos                    |
| 1                      | Michael Matthews (AUS) | 2e                     |
| 2                      | Alexandre Balmer (SUI) | 35e                    |
| 3                      | Kevin Colleoni (ITA)   | AB                     |
| 4                      | Damien Howson (AUS)    | AB                     |
| 5                      | Tanel Kangert (EST)    | 94e                    |
| 6                      | Jan Maas (NED)         | 60e                    |
| 7                      | Nick Schultz (AUS)     | 52e                    |

| Jumbo-Visma TJV | Jumbo-Visma TJV                | Jumbo-Visma TJV |
| --------------- | ------------------------------ | --------------- |
| Num             | Coureur                        | Pos             |
| 11              | Wout van Aert (BEL)            | 4e              |
| 12              | Pascal Eenkhoorn (NED) (route) | 109e            |
| 13              | Tobias Foss (NOR)              | 113e            |
| 14              | Christophe Laporte (FRA)       | 39e             |
| 15              | Timo Roosen (NED)              | 97e             |
| 16              | Tosh Van der Sande (BEL)       | 57e             |
| 17              | Nathan Van Hooydonck (BEL)     | 78e             |

| Ineos Grenadiers IGD | Ineos Grenadiers IGD  | Ineos Grenadiers IGD |
| -------------------- | --------------------- | -------------------- |
| Num                  | Coureur               | Pos                  |
| 21                   | Geraint Thomas (GBR)  | 101e                 |
| 22                   | Eddie Dunbar (IRL)    | AB                   |
| 23                   | Daniel Martínez (COL) | 65e                  |
| 24                   | Kim Heiduk (GER)      | AB                   |
| 25                   | Luke Rowe (GBR)       | AB                   |
| 26                   | Ben Swift (GBR)       | 119e                 |
| 27                   | Adam Yates (GBR)      | 7e                   |

| UAE Team Emirates UAD | UAE Team Emirates UAD | UAE Team Emirates UAD |
| --------------------- | --------------------- | --------------------- |
| Num                   | Coureur               | Pos                   |
| 31                    | Tadej Pogačar (SLO)   | 24e                   |
| 32                    | George Bennett (NZL)  | 105e                  |
| 33                    | Rui Costa (POR)       | 102e                  |
| 34                    | Alessandro Covi (ITA) | 70e                   |
| 35                    | Davide Formolo (ITA)  | 82e                   |
| 36                    | Ryan Gibbons (RSA)    | 56e                   |
| 37                    | Diego Ulissi (ITA)    | 9e                    |

| Bora-Hansgrohe BOH | Bora-Hansgrohe BOH     | Bora-Hansgrohe BOH |
| ------------------ | ---------------------- | ------------------ |
| Num                | Coureur                | Pos                |
| 41                 | Patrick Konrad (AUT)   | 40e                |
| 42                 | Giovanni Aleotti (ITA) | 32e                |
| 43                 | Cesare Benedetti (POL) | 81e                |
| 44                 | Patrick Gamper (AUT)   | 112e               |
| 45                 | Ide Schelling (NED)    | 80e                |
| 46                 | Frederik Wandahl (DEN) | 51e                |
| 47                 | Ben Zwiehoff (GER)     | 93e                |

| Intermarché-Wanty-Gobert Matériaux IWG | Intermarché-Wanty-Gobert Matériaux IWG | Intermarché-Wanty-Gobert Matériaux IWG |
| -------------------------------------- | -------------------------------------- | -------------------------------------- |
| Num                                    | Coureur                                | Pos                                    |
| 51                                     | Biniam Girmay (ERI)                    | 3e                                     |
| 52                                     | Sven Erik Bystrøm (NOR)                | 28e                                    |
| 53                                     | Théo Delacroix (FRA)                   | 86e                                    |
| 54                                     | Andrea Pasqualon (ITA)                 | 74e                                    |
| 55                                     | Baptiste Planckaert (BEL)              | AB                                     |
| 56                                     | Loïc Vliegen (BEL)                     | 41e                                    |
| 57                                     | Georg Zimmermann (GER)                 | AB                                     |

| Bahrain Victorious TBV | Bahrain Victorious TBV    | Bahrain Victorious TBV |
| ---------------------- | ------------------------- | ---------------------- |
| Num                    | Coureur                   | Pos                    |
| 61                     | Matej Mohorič (SLO)       | 54e                    |
| 62                     | Pello Bilbao (ESP)        | 12e                    |
| 63                     | Damiano Caruso (ITA)      | 96e                    |
| 64                     | Hermann Pernsteiner (AUT) | 61e                    |
| 65                     | Jonathan Milan (ITA)      | AB                     |
| 66                     | Jan Tratnik (SLO)         | 16e                    |
| 67                     | Matevž Govekar (SLO)      | AB                     |

| Quick-Step Alpha Vinyl QST | Quick-Step Alpha Vinyl QST | Quick-Step Alpha Vinyl QST |
| -------------------------- | -------------------------- | -------------------------- |
| Num                        | Coureur                    | Pos                        |
| 71                         | Andrea Bagioli (ITA)       | 22e                        |
| 72                         | Josef Černý (CZE)          | 108e                       |
| 73                         | Mikkel Honoré (DEN)        | 6e                         |
| 74                         | James Knox (GBR)           | 66e                        |
| 75                         | Mauro Schmid (SUI)         | 19e                        |
| 76                         | Stan Van Tricht (BEL)      | 47e                        |
| 77                         | Mauri Vansevenant (BEL)    | 53e                        |

| Groupama-FDJ GFC | Groupama-FDJ GFC         | Groupama-FDJ GFC |
| ---------------- | ------------------------ | ---------------- |
| Num              | Coureur                  | Pos              |
| 81               | Antoine Duchesne (CAN)   | 67e              |
| 82               | David Gaudu (FRA)        | 42e              |
| 83               | Matthieu Ladagnous (FRA) | 83e              |
| 84               | Lewis Askey (GBR)        | 44e              |
| 85               | Anthony Roux (FRA)       | 88e              |
| 86               | Michael Storer (AUS)     | 71e              |
| 87               | Attila Valter (HUN)      | 27e              |

| Cofidis COF | Cofidis COF              | Cofidis COF |
| ----------- | ------------------------ | ----------- |
| Num         | Coureur                  | Pos         |
| 91          | Guillaume Martin (FRA)   | 21e         |
| 92          | Ion Izagirre (ESP)       | AB          |
| 93          | Alexandre Delettre (FRA) | 48e         |
| 94          | Eddy Finé (FRA)          | 69e         |
| 95          | Wesley Kreder (NED)      | AB          |
| 96          | André Carvalho (POR)     | 110e        |
| 97          | Hugo Toumire (FRA)       | 99e         |

| Lotto-Soudal LTS | Lotto-Soudal LTS         | Lotto-Soudal LTS |
| ---------------- | ------------------------ | ---------------- |
| Num              | Coureur                  | Pos              |
| 101              | Sébastien Grignard (BEL) | 107e             |
| 102              | Carlos Barbero (ESP)     | 38e              |
| 103              | Matthew Holmes (GBR)     | AB               |
| 104              | Viktor Verschaeve (BEL)  | 89e              |
| 105              | Sylvain Moniquet (BEL)   | 18e              |
| 106              | Harm Vanhoucke (BEL)     | 43e              |
| 107              | Florian Vermeersch (BEL) | 34e              |

| AG2R Citroën Team ACT | AG2R Citroën Team ACT        | AG2R Citroën Team ACT |
| --------------------- | ---------------------------- | --------------------- |
| Num                   | Coureur                      | Pos                   |
| 111                   | Greg Van Avermaet (BEL)      | 13e                   |
| 112                   | Mikaël Cherel (FRA)          | 104e                  |
| 113                   | Benoît Cosnefroy (FRA)       | 1er                   |
| 114                   | Stan Dewulf (BEL)            | 58e                   |
| 115                   | Aurélien Paret-Peintre (FRA) | 63e                   |
| 116                   | Michael Schär (SUI)          | 106e                  |
| 117                   | Clément Venturini (FRA)      | 64e                   |

| Trek-Segafredo TFS | Trek-Segafredo TFS   | Trek-Segafredo TFS |
| ------------------ | -------------------- | ------------------ |
| Num                | Coureur              | Pos                |
| 121                | Jasper Stuyven (BEL) | 76e                |
| 122                | Tony Gallopin (FRA)  | AB                 |
| 123                | Alexander Kamp (DEN) | 15e                |
| 124                | Jacopo Mosca (ITA)   | AB                 |
| 125                | Quinn Simmons (USA)  | 77e                |
| 126                | Toms Skujiņš (LAT)   | 14e                |
| 127                | Otto Vergaerde (BEL) | AB                 |

| Movistar Team MOV | Movistar Team MOV         | Movistar Team MOV |
| ----------------- | ------------------------- | ----------------- |
| Num               | Coureur                   | Pos               |
| 131               | Alex Aranburu (ESP)       | 55e               |
| 132               | Jorge Arcas (ESP)         | 73e               |
| 133               | Iván García Cortina (ESP) | 5e                |
| 134               | Juri Hollmann (GER)       | 90e               |
| 135               | Gorka Izagirre (ESP)      | 75e               |
| 136               | William Barta (USA)       | 118e              |
| 137               | Oier Lazkano (ESP)        | AB                |

| Israel-Premier Tech IPT | Israel-Premier Tech IPT | Israel-Premier Tech IPT |
| ----------------------- | ----------------------- | ----------------------- |
| Num                     | Coureur                 | Pos                     |
| 141                     | Hugo Houle (CAN)        | AB                      |
| 142                     | Guillaume Boivin (CAN)  | 45e                     |
| 143                     | Simon Clarke (AUS)      | 79e                     |
| 144                     | Jakob Fuglsang (DEN)    | 50e                     |
| 145                     | Krists Neilands (LAT)   | 103e                    |
| 146                     | Giacomo Nizzolo (ITA)   | 25e                     |
| 147                     | Sep Vanmarcke (BEL)     | 30e                     |

| Team DSM DSM | Team DSM DSM               | Team DSM DSM |
| ------------ | -------------------------- | ------------ |
| Num          | Coureur                    | Pos          |
| 151          | Romain Bardet (FRA)        | 20e          |
| 152          | Søren Kragh Andersen (DEN) | AB           |
| 153          | Romain Combaud (FRA)       | 72e          |
| 154          | Nils Eekhoff (NED)         | AB           |
| 155          | Andreas Leknessund (NOR)   | 62e          |
| 156          | Martijn Tusveld (NED)      | 95e          |
| 157          | Pavel Bittner (CZE)        | 87e          |

| EF Education-EasyPost EFE | EF Education-EasyPost EFE | EF Education-EasyPost EFE |
| ------------------------- | ------------------------- | ------------------------- |
| Num                       | Coureur                   | Pos                       |
| 161                       | Magnus Cort Nielsen (DEN) | 91e                       |
| 162                       | Alberto Bettiol (ITA)     | 8e                        |
| 163                       | Simon Carr (GBR)          | 115e                      |
| 164                       | Ruben Guerreiro (POR)     | 17e                       |
| 165                       | Andrea Piccolo (ITA)      | 33e                       |
| 166                       | Neilson Powless (USA)     | 23e                       |
| 167                       | Jens Keukeleire (BEL)     | 84e                       |

| Astana Qazaqstan Team AST | Astana Qazaqstan Team AST | Astana Qazaqstan Team AST |
| ------------------------- | ------------------------- | ------------------------- |
| Num                       | Coureur                   | Pos                       |
| 171                       | Joe Dombrowski (USA)      | 100e                      |
| 172                       | Manuele Boaro (ITA)       | AB                        |
| 173                       | Fabio Felline (ITA)       | 98e                       |
| 174                       | Antonio Nibali (ITA)      | 85e                       |
| 175                       | Christian Scaroni (ITA)   | 68e                       |
| 176                       | Simone Velasco (ITA)      | 29e                       |
| 177                       | Andrey Zeits (KAZ)        | 31e                       |

| Arkéa-Samsic ARK | Arkéa-Samsic ARK        | Arkéa-Samsic ARK |
| ---------------- | ----------------------- | ---------------- |
| Num              | Coureur                 | Pos              |
| 181              | Warren Barguil (FRA)    | 10e              |
| 182              | Winner Anacona (COL)    | 92e              |
| 183              | Benjamin Declercq (BEL) | 117e             |
| 184              | Matîs Louvel (FRA)      | 11e              |
| 185              | Laurent Pichon (FRA)    | 37e              |
| 186              | Alan Riou (FRA)         | 114e             |
| 187              | Louis Barré (FRA)       | 49e              |

| TotalEnergies TEN | TotalEnergies TEN         | TotalEnergies TEN |
| ----------------- | ------------------------- | ----------------- |
| Num               | Coureur                   | Pos               |
| 191               | Peter Sagan (SVK) (route) | AB                |
| 192               | Maciej Bodnar (POL)       | AB                |
| 193               | Fabien Doubey (FRA)       | 59e               |
| 194               | Pierre Latour (FRA)       | 26e               |
| 195               | Daniel Oss (ITA)          | 46e               |
| 196               | Paul Ourselin (FRA)       | 116e              |
| 197               | Anthony Turgis (FRA)      | 36e               |

| Canada CAN | Canada CAN          | Canada CAN |
| ---------- | ------------------- | ---------- |
| Num        | Coureur             | Pos        |
| 201        | Pier-André Côté     | 111e       |
| 202        | Nicolas Côté        | AB         |
| 203        | Thomas Schellenberg | AB         |
| 204        | Matteo Dal-Cin      | AB         |
| 205        | Carson Miles        | AB         |
| 206        | Quentin Cowan       | AB         |
| 207        | Nicolas Rivard      | AB         |